# Trichoplusia geminipuncta
Trichoplusia geminipuncta là một loài bướm đêm trong họ Noctuidae.